# Israelische Nationalbibliothek
Die Israelische Nationalbibliothek (eigentlich: Nationalbibliothek Israels, hebräisch הַסִּפְרִיָּה הַלְּאֻמִּית שֶׁל יִשְׂרָאֵל Ha-Siphrijjah ha-Ləʾummīth schel Jisraʾel, arabisch المكتبة الوطنية الإسرائيلية, DMG al-Maktaba al-Waṭanīya al-Isrāʾīlīya, englisch The National Library of Israel, bis 2010: Jüdische National- und Universitätsbibliothek, JNUB) in Jerusalem ist die Nationalbibliothek und größte Bibliothek Israels. Sie befindet sich auf dem Edmond J. Safra Campus der Hebräischen Universität im Stadtviertel Givʿat Ram.

## Geschichte
Vorgängerinstitutionen (B’nai Brith library, Midrasch Abrabanʾel, מדרש אַבְּרַבַּנְאֵל) wurden seit 1892 gegründet, um Literatur zum Judentum umfassend zu sammeln und zu archivieren. Mit der Maßgabe, aus der Bibliothek Midrasch Abravanel eine Nationalbibliothek sämtlicher jüdischer Literatur zu schaffen, stiftete Joseph Chasanowitsch 1896 seine umfangreiche Białystoker Büchersammlung von 32.000 Bänden. Von 1925 bis 2010 war die Nationalbibliothek zugleich die Universitätsbibliothek der Hebräischen Universität in Jerusalem.
Mit Ausbruch des Unabhängigkeitskrieges 1948 musste die Bibliothek, die auf dem Berg Skopus in Jerusalem lag, schließen. Alle Bestände und Kataloge der Bibliothek zusammen mit der allgemeinen Ausrüstung waren auf dem Skopus, der von 1948 bis 1967 eine nur äußerst beschränkt zu erreichende israelische Enklave im jordanischen Teil Jerusalems bildete.

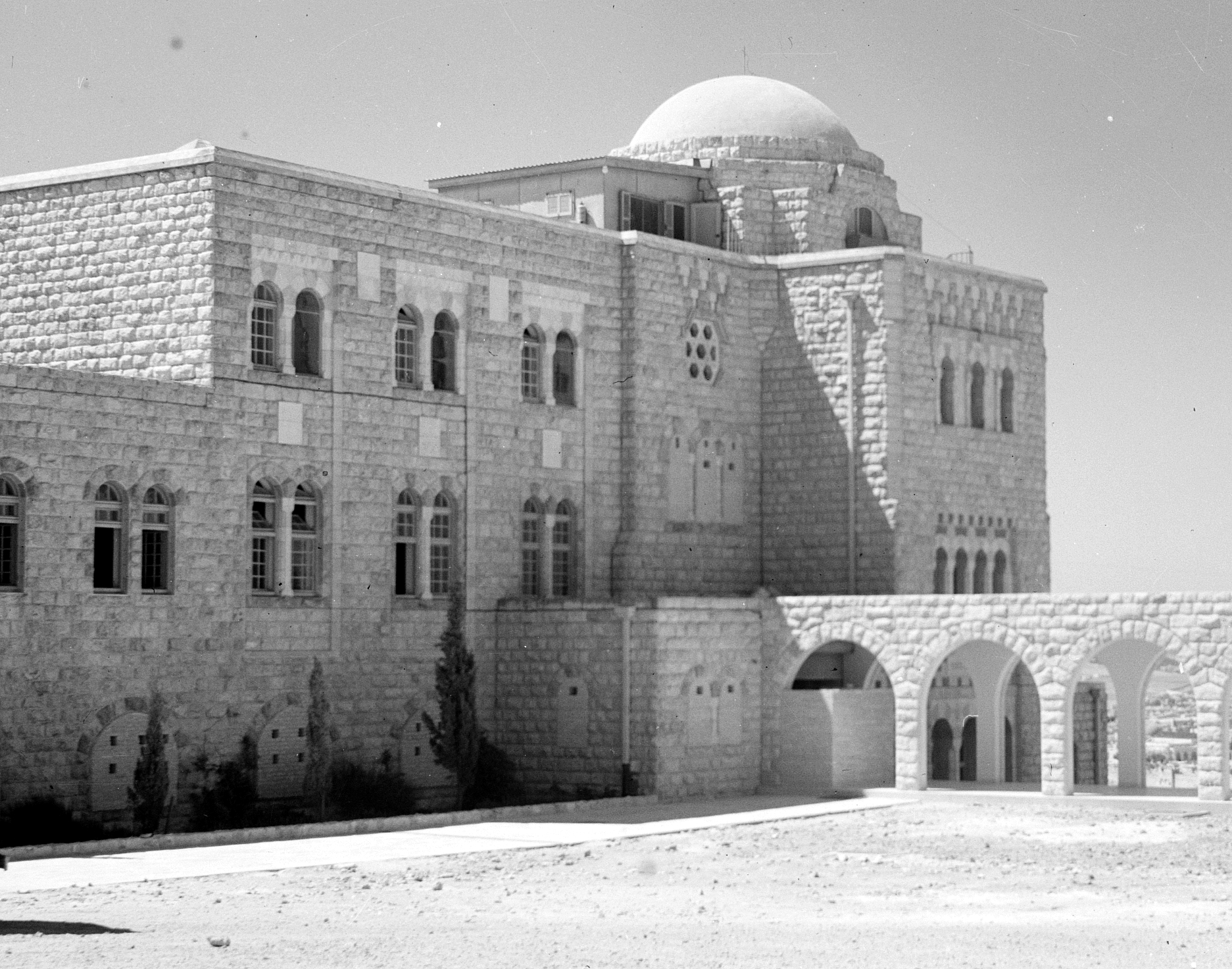
Der Wolffsohn-Bau der Bibliothek auf dem Berg Skopus, genannt Wolffsohn-Memorial, 1929 eingeweiht

Nach dem Waffenstillstand ohne Zugang zu ihren Beständen und Gebäuden musste das verbliebene Personal unter Hauptbibliothekar Curt Wormann die Bibliothek praktisch neu aufbauen. Zunächst übernahm die National- und Universitätsbibliothek die akademische Bibliothek der Jeschurun-Synagoge in Jerusalem sowie diverse private Sammlungen von Professoren und Studenten (darunter die große Bibliothek von Joseph Klausner). Von Mai 1948 bis Februar 1949 übernahm die Bibliothek rund 30.000 Bücher, Zeitschriften und Manuskripte, die von palästinensischen Flüchtlingen in Jerusalem zurückgelassen werden mussten und deren ihre Häuser zum Teil gemeinsam von israelischen Soldaten und Bibliotheksangestellten geräumt worden waren, sowie Bestände aus palästinensischen Schulen, Moscheen und Kirchen. Diese Druckwerke, weniger als ein Prozent der gesamten Bibliotheksbestände, sind separat katalogisiert und gehören nicht zum eigentlichen Bestand der Bibliothek, sondern unterstehen dem staatlichen Treuhänder. Am 8. März 1949 schließlich ernannte man Hauptbibliothekar Wormann auch zum Direktor der National- und Universitätsbibliothek und zum Mitglied des Senats der Hebräischen Universität. Wormann gewann die Unterstützung der Rockefeller-Stiftung für einen Bibliotheksneubau auf der Givʿat Ram, dem neuen Campus der Hebräischen Universität.

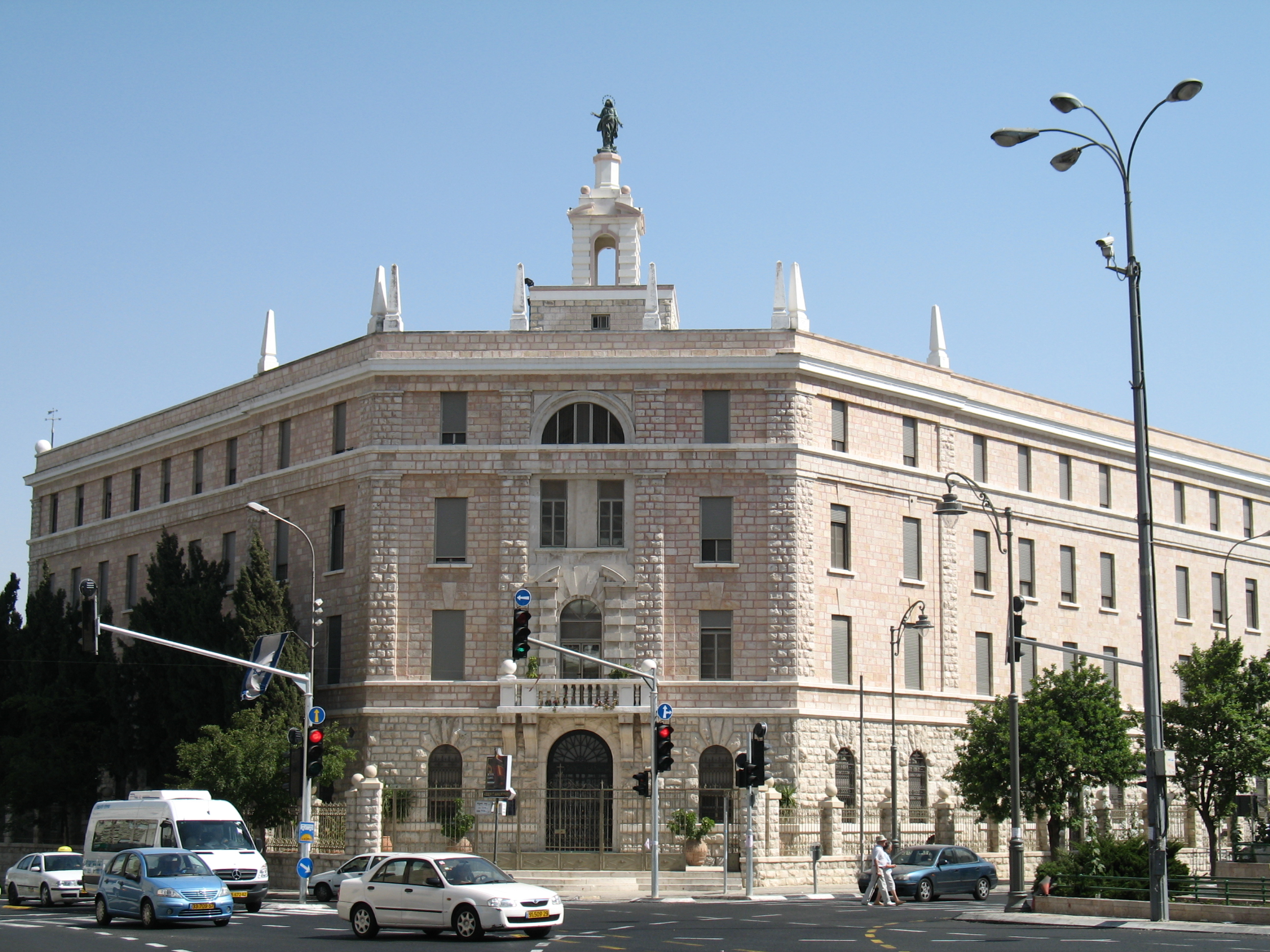
Bau des Collège Terra Sancta, bis 1960 Sitz der Bibliothek

Einstweilen vermietete die franziskanische Kustodie des Heiligen Landes den Bau des ehemaligen Collège Terra Sancta in Westjerusalem an die Bibliothek, wo sie ihren Betrieb dann wieder aufnahm. Im Jahre 1955 bewilligte die UNESCO Mittel, mit denen 1956 die Fachschule für Bibliotheks- und Archivwesen der Hebräischen Universität eröffnete.
1957 kam Wormann von einer langen Europareise zurück, wobei er Arbeitsbeziehungen mit den großen Bibliotheken der Welt angeknüpft hatte, und hundert Tausende während der NS-Judenverfolgungen geraubte Bücher für die National- und Universitätsbibliothek erwerben konnte. Große Mengen von Büchern aus ehemaligem jüdischen Privatbesitz in Europa und aus zerstörten jüdischen Gemeinden wurden nach Ende des Zweiten Weltkriegs durch die Arbeit der Jewish Cultural Reconstruction Organization aus dem Offenbach Archival Depot in die Bestände der Bibliothek überführt.

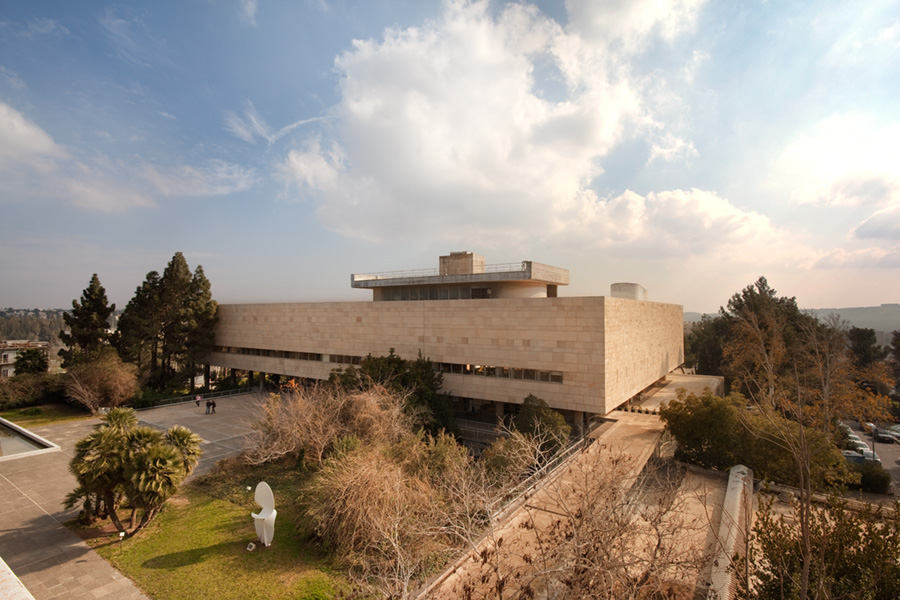
Der Binjan Lady Davis (Lady-Davis-Bau) der Nationalbibliothek

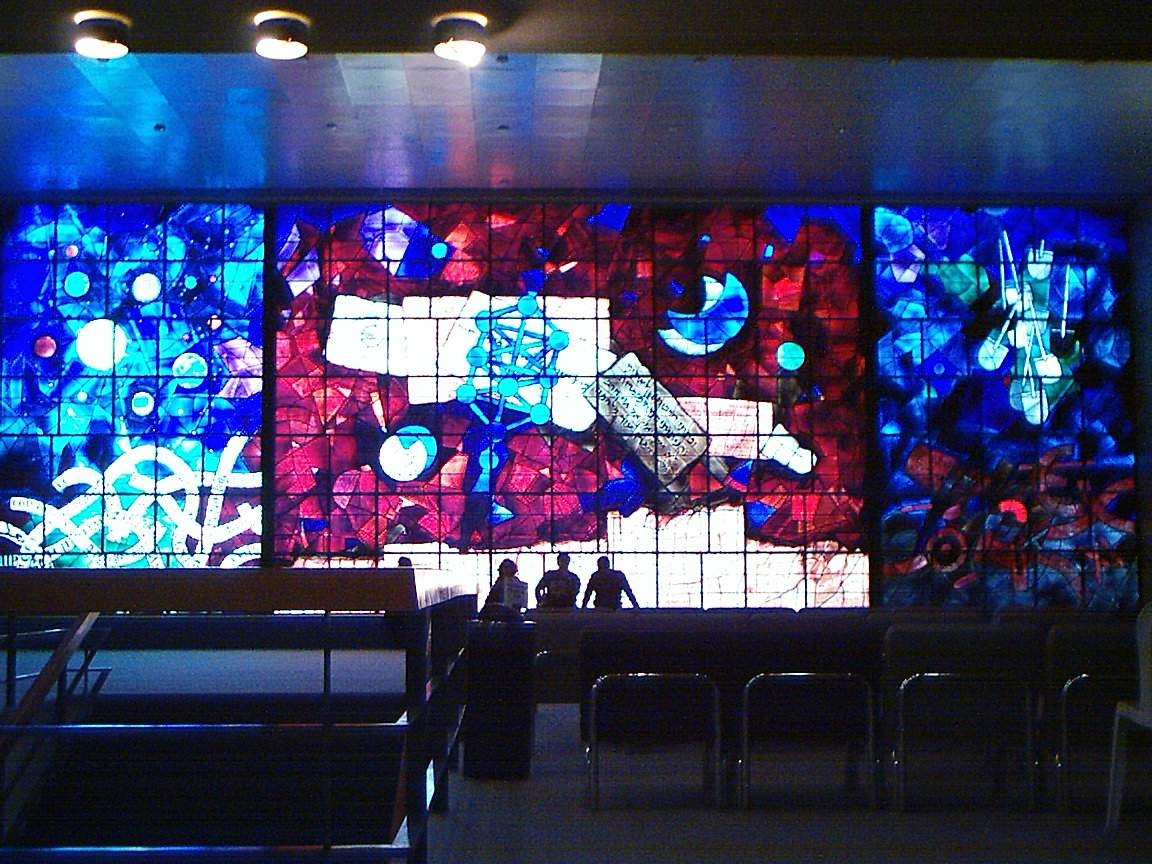
Lady-Davis-Bau: Glasfenster von Mordecai Ardon

Mit der Errichtung des von Wormann initiierten Lady-Davis-Gebäudes auf der Givʿat Ram 1960 konnten alle Bibliotheksbestände in einem der damals größten und modernsten Bibliotheksbauten der Welt zusammengeführt werden. Nach 1966 konnte die National- und Universitätsbibliothek im Rahmen der deutschen Lieferungen von Gütern und Dienstleistungen nach Israel, für die die Bundesregierung bezahlte (das Wiedergutmachung genannte Programm deutscher Exporte), auf Auktionen in Deutschland jüdische Handschriften erwerben.
Bis in die 1970er-Jahre stand die Bibliothek hauptsächlich unter der Leitung und Mitwirkung deutsch-jüdischer Wissenschaftler, die entweder noch selbst als Bibliothekare in Mitteleuropa ihre Ausbildung erhielten bzw. durch ihre Herkunft eng mit diesem Kulturkreis und seinen Traditionen verbunden waren, was sich auf die Konzeption der Bibliothek und ihre Sammlungsschwerpunkte deutlich auswirkte. Zu nennen sind hier neben Wormann Hugo Bergmann, Felix Weltsch, Gotthold Weil, Jisrael Adler und Reʾuven Jaron (geb. Richard Rosenkranz).

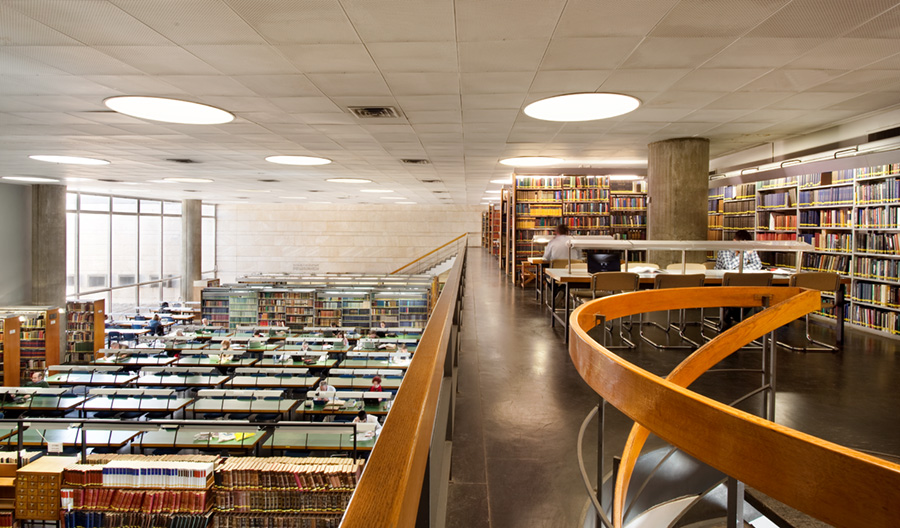
Lesesaal, Abt. Judaistik und Orientalistik

Bis Ende 2010 war sie die größte Universitätsbibliothek der Hebräischen Universität Jerusalem. Sie enthält Sammlungen für Hebräische Studien, Nahost- und Islamstudien, Philosophie und für die Erforschung des frühen Christentums. Die vier Lesesäle der Bibliothek entsprechen den folgenden Wissensgebieten: Allgemeiner Lesesaal (gleichzeitig der größte), der kombinierte Lesesaal für Jüdische Studien und Orientalistik sowie der neu gestaltete Lesesaal der Musikabteilung.
Der Gesamtbestand umfasst 9,8 Millionen Medieneinheiten, darunter 4,1 Millionen Bücher, 1,4 Millionen Archivalien und 2,5 Millionen Fotografien (Stand: Februar 2023). Sie wurden ab 1984 in einem Online-Katalog, basierend auf dem Aleph 20-System, erschlossen. Zu den Spezialsammlungen zählen Manuskripte (etwa 9.000 hebräische und 2.000 arabische) und etwa 600 Nachlässe bedeutender Persönlichkeiten, darunter die von Martin Buber, Walter Benjamin, Stefan Zweig, Else Lasker-Schüler, Leopold Zunz, Samuel Agnon und Albert Ehrenstein.
Seit dem 1. Januar 2011 ist die Nationalbibliothek eine eigenständige staatliche Institution. Im Jahr 2014 wurde der Öffentlichkeit das Projekt für den Neubau der Nationalbibliothek vorgestellt. Die Grundsteinlegung fand unter Anwesenheit des israelischen Staatspräsidenten Reuven Rivlin und des Premierministers Benjamin Netanjahu statt. Das von den Basler Architekten Herzog & de Meuron entworfene Haus sollte ursprünglich bis 2021 fertiggestellt werden. Es gab jedoch Verzögerungen. Die anvisierte Öffnung der Nationalbibliothek am 22. Oktober 2023 wurde aufgrund des Terrorangriffs der Hamas auf Israel am 7. Oktober verschoben. Die Öffnung fand schließlich am 29. Oktober 2023 statt, und zwar mit einer Ausstellung, die an die von der Hamas verschleppten Geiseln erinnert. Das neue Gebäude umfasst eine Fläche von 46.000 Quadratmetern und erstreckt sich über elf Stockwerke, von denen fünf unter der Erde liegen. Der Neubau befindet sich in unmittelbarer Nähe zum Israel-Museum und zur Knesset, dem israelischen Parlament.

## Streit um die Kafka-Handschriften
Franz Kafka hatte seinen Freund Max Brod vor seinem Tod gebeten, den Großteil seiner Handschriften zu vernichten. Brod widersetzte sich diesem Willen jedoch und sorgte dafür, dass viele von Kafkas Schriften postum veröffentlicht wurden. 1939, kurz vor dem Einmarsch der deutschen Truppen in Prag, gelang es Brod, die Handschriften nach Palästina zu retten. 1945 schenkte er sie seiner Sekretärin Ilse Ester Hoffe, wie er auch schriftlich festhielt: „Liebe Ester, Bereits im Jahre 1945 habe ich Dir alle Manuskripte und Briefe Kafkas, die mir gehören, geschenkt.“ Nach Brods Tod 1968 erbte sie dessen literaturhistorisch bedeutenden Nachlass, darunter die Korrespondenz Max Brods und wichtige Manuskripte zum Werk Franz Kafkas, mit der Auflage, dass die materiellen Rechte und Ansprüche aus Kafkas Handschriften nach ihrem Tod ihren Erben zufallen sollten, diese aber verpflichtet seien, diesen Teil des Nachlasses „der Bibliothek der Hebräischen Universität Jerusalem oder der Städtischen Bibliothek Tel Aviv oder einem anderen öffentlichen Archiv im Inland oder Ausland“ zu übergeben und wissenschaftlich zugänglich zu machen.
Hoffe verkaufte einige dieser Handschriften, darunter Briefe und Postkarten, das Manuskript zu Beschreibung eines Kampfes (heute in Besitz des Verlegers Joachim Unseld) und das Manuskript zum Roman Der Process, das 1988 im Londoner Auktionshaus Sotheby’s für umgerechnet 3,5 Millionen Mark an Heribert Tenschert versteigert wurde. Dieses ist nunmehr im Literaturmuseum der Moderne in Marbach in der Dauerausstellung zu sehen. Die übrigen Handschriften schenkte Hoffe noch zu Lebzeiten ihren beiden Töchtern Eva und Ruth Hoffe.
Nach dem Tod ihrer Mutter im Jahre 2007 vereinbarten Eva und Ruth Hoffe, die Handschriften an das Deutsche Literaturarchiv in Marbach zu verkaufen, was zu einem Streit zwischen den beiden Schwestern und dem Literaturarchiv einerseits und dem Staat Israel, der den rechtmäßigen Platz von Kafkas Handschriften in der Nationalbibliothek Israels sieht, andererseits führte. Israel begründet seinen Anspruch auf die Handschriften mit einem Paragraphen aus Max Brods Testament, obwohl Ester Hoffe die Handschriften als Schenkung von Max Brod erhalten hatte und sie auch ihren Töchtern schenkte und nicht vererbte. Seit 1956 befinden sich sämtliche noch in Hoffes Besitz befindliche Handschriften in Banktresoren in Tel Aviv und Zürich. Am 14. Oktober 2012 entschied ein israelisches Familiengericht, dass die Manuskripte nicht Eigentum der Schwestern Hoffe sind. Kafkas Nachlass soll an die israelische Nationalbibliothek gehen. Eva Hoffe kündigte an, in Berufung zu gehen. Am 7. August 2016 wies der Oberste Gerichtshof Israels in letzter Instanz die Berufung zurück und sprach den Nachlass der israelischen Nationalbibliothek zu. Dan Miron kritisierte dieses Urteil in Haʾaretz scharf, denn mit dem Urteil des Obersten Gerichts würden völlig unangebracht „nationalistisches Denken und lokale Interessen über die universellen und objektiven Interessen der literarischen Kultur“ gestellt. Eva Hoffe kommentierte das Urteil mit den vielsagenden Worten, es zeige und belege den „Willen, Besitz zu ergreifen, nicht Recht zu sprechen.“ In der Tat war dieses Urteil überraschend, denn Max Brod hatte ausdrücklich seinen Schlusserben die Entscheidung überlassen und übertragen, an welche Institution der Nachlass gehen sollte. David Blumenberg, der Direktor der Bibliothek, kündigte an, den Bestand einer breiten Öffentlichkeit zugänglich zu machen. Da ein Teil der Hinterlassenschaft auch in Banksafes der Schweizer Bank (UBS) in Zürich aufbewahrt wurde, war für die Urteilsvollstreckung ein weiterer Gerichtsentscheid erforderlich. Nötig war eine schweizerische Anerkennung des israelischen Urteils, die das Bezirksgericht Zürich Anfang April 2019 erteilte. Auf dieser Basis konnte die UBS im Juli 2019 den Inhalt der Safes der israelischen Nationalbibliothek aushändigen.

## Sondersammlungen
- Die ʿEran-Laʾor-Landkartensammlung antiker und alter Landkarten; Reiseberichte mit dem Schwerpunkt Heiliges Land und Jerusalem; online zugänglich.[17]
- Die Handschriftensammlung umfasst über neuntausend hebräische und zweitausend arabische Handschriften aus allen Bereichen der Wissenschaften.
- Die Gerschom-Scholem-Sammlung von derzeit ca. 40.000 Medien, aufbauend auf Scholems Privatbibliothek; zahlreiche Raritäten und Manuskripte; Kabbala, Mystik, Religionsgeschichte. In Digitalisierung begriffen; Scholems Index zum Zohar ist auch online zugänglich..
- Mikrofilmsammlung hebräischer Handschriften in ausländischen Bibliotheken. Ein Viertel davon ist durch den online-Katalog zugänglich.
- Das der Nationalbibliothek Anfang März 2021 übergebene Clinton Bailey-Archiv der beduinischen Kultur umfasst 350 Stunden Interviews und Tonaufnahmen sowie Hunderte Fotos, Folien und Videoclips, die Clinton Bailey im Laufe von 50 Jahre erstellt hat. Sie dokumentieren die beduinische Stammeskultur der vergangenen 50 Jahre. Die Quellen geben Zeugnis über die letzte Generation Beduinen, die in der vormodernen Zeit der beduinischen Kultur aufwuchsen und soll bis zum Frühjahr 2022 vollständig digital der Öffentlichkeit zur Verfügung stehen.[18]